# Friedrich Pecht
August Friedrich Pecht, né le 2 octobre 1814 à Constance (Grand-duché de Bade) et mort le 24 avril 1903 à Munich (Royaume de Bavière, Empire allemand) est un peintre d'histoire, portraitiste, lithographe et écrivain allemand qui travailla essentiellement à Munich.

## Biographie

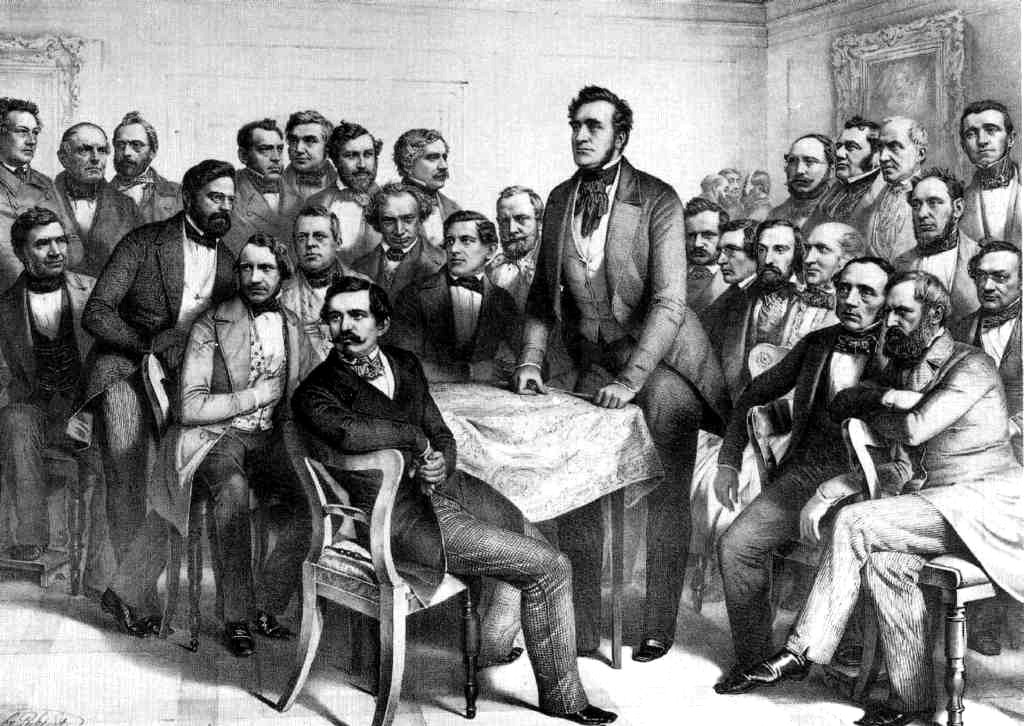
Club de Casino, lithographie (1849).

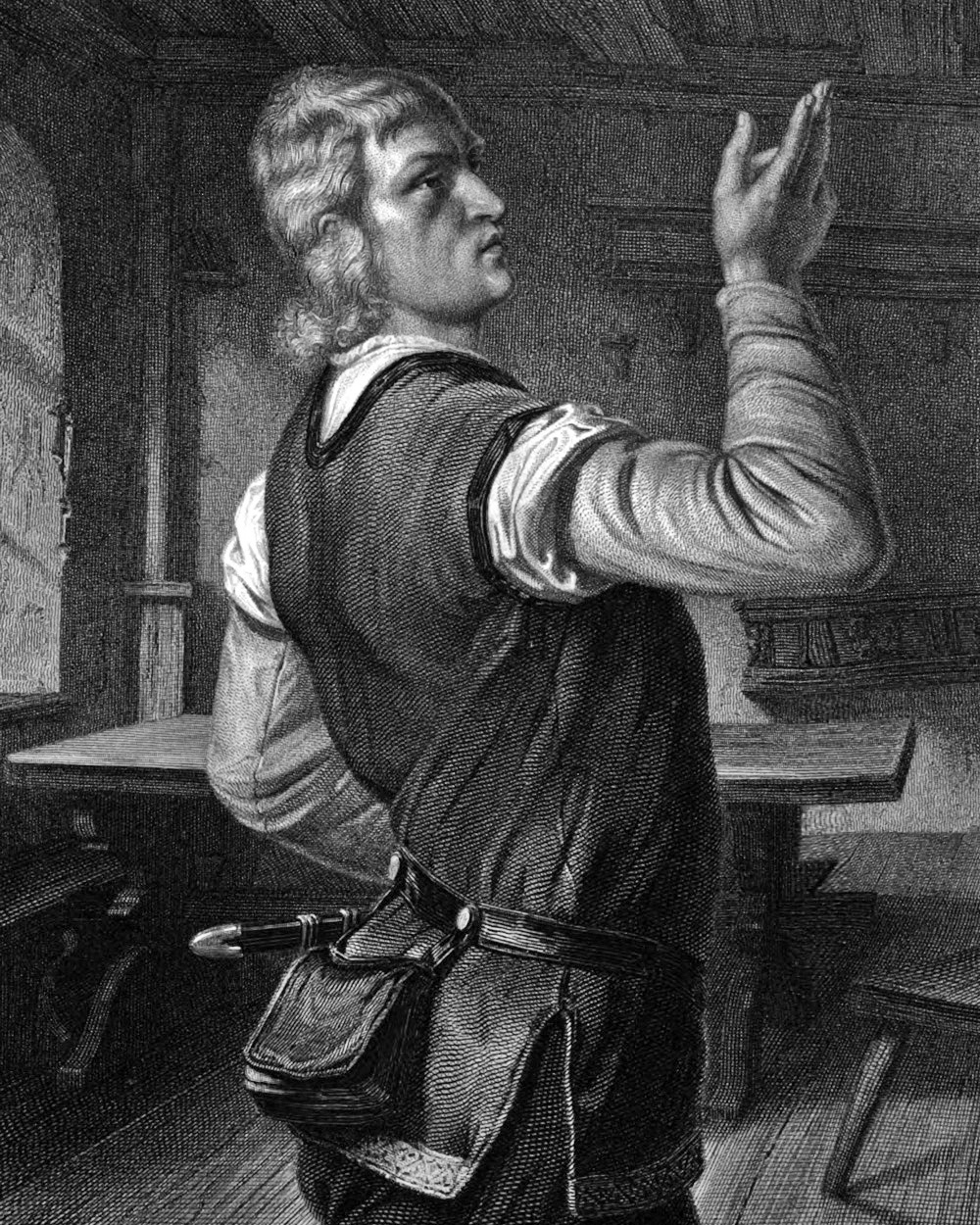
Guillaume Tell.

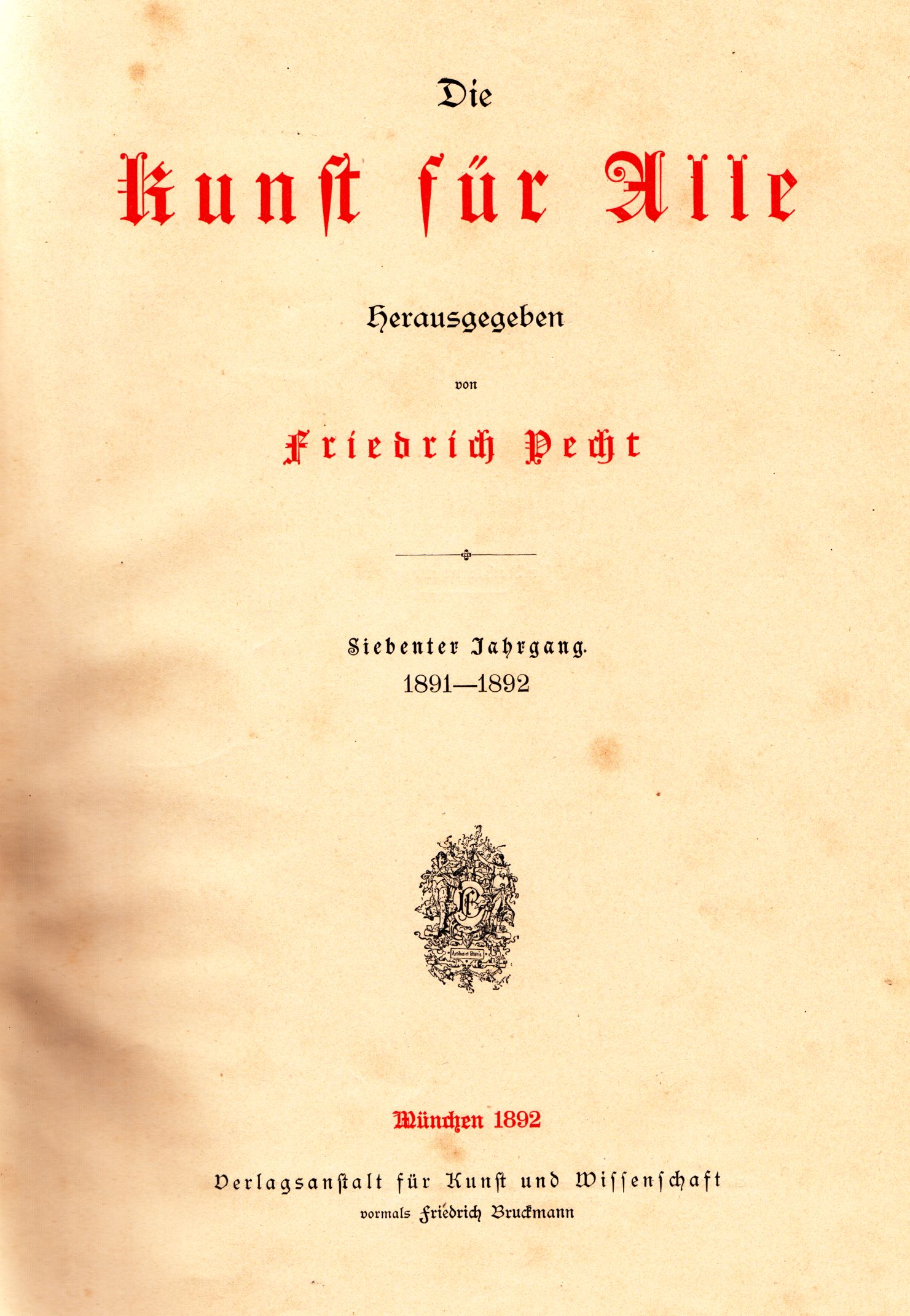
Page de titre Die Kunst für Alle, éditée par Friedrich Pecht, 1891/1892

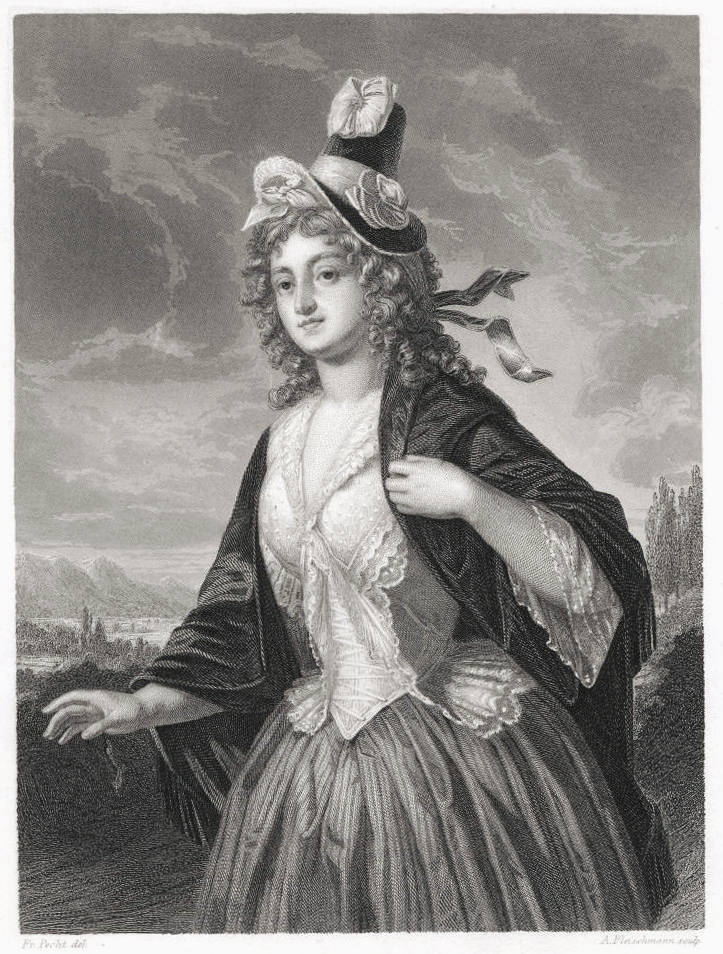
Charlotte von Lengefeld.

Pecht est fils du lithographe Andreas Pecht. Il reçoit ses premières leçons artistiques de son père tout en une formation en lithographie. En 1833, à l'âge de 19 ans, Pecht entre à l'Académie des beaux-arts de Munich. Il y rejoint un groupe formé de Peter von Hess, Julius Schnorr von Carolsfeld et du sculpteur Konrad Eberhard.
En 1833, Pecht devient assistant de Franz Hanfstaengl à Munich et se rend avec lui à Dresde en 1835. Grâce à l'enseignement reçu à l'Académie, Pecht passe plus tard de la lithographie à la peinture. Après ses succès initiaux dans ses dessins de portraits, le peintre Paul Delaroche l'accepte en 1839 et pendant deux ans dans son atelier à Paris. La même année, il est Pecht introduit dans la loge maçonnique Minerva zu den drei Palmen (de) de  Leipzig. En 1841, Pecht retourne à Munich et s'y installe comme peintre indépendant. Jusqu'en 1844, il vit alternativement à Munich et à Constance. Pecht passe les années 1844 à 1847 à Leipzig et à Dresde. Entre 1835 et 1850, Pecht fait la connaissance de Gustav Freytag, Heinrich Heine, Heinrich Laube, Gottfried Semper, Richard Wagner et d'autres.
Pecht passe les années 1851 à 1852 et de nouveau 1853 à 1854 en Italie. Lors de ces deux voyages, il séjourne longuement à Rome pour étudier l'antiquité. De retour en Allemagne en 1854, il s'installe à Munich pour le reste de sa vie. Là, sont créées ses peintures à l'huile, parfois de grand format, de la vie de Johann Wolfgang von Goethe et Friedrich Schiller ; principalement en tant qu'œuvres commandées par le grand-duc de Bade Léopold Ier. En outre, Pecht crée également avec Arthur von Ramberg des illustrations pour des livres d'auteurs classique, parmi lesquels une Schiller Galerie(Galerie Schiller) une Goethe-Galerie et une Lessing-Galerie. Pour la galerie Shakespeare, créée en partie par Max Adamo, Pecht écrit les textes et fait ainsi ses débuts en tant qu'écrivain d'art.
Au cours de ces années, Pecht est également chargé de réaménager une salle du Maximilianeum de Munich avec plusieurs œuvres monumentales. En douze tableaux, Pecht montre des généraux et des hommes d'État méritants de l'histoire bavaroise. Avec son collègue Fritz Schwörer, qu'il connaît depuis son temps à l'académie, Pecht est chargé par la ville de Constance de décorer la grande salle du bâtiment du conseil. Là aussi, Pecht a repris l'histoire de la ville et représente l'élection du pape Martin V en 1417.
À partir de 1854 environ, Pecht travaille presque exclusivement comme rédacteur pour la section artistique de la Augsburger Allgemeine Zeitung à Munich. Pour elle, il fait des comptes rendus des expositions universelles à Paris ( 1867, 1868, 1889) et de 1873 à Vienne.
En 1885, Pecht se voit confier la direction du magazine Die Kunst für Alle, qu'il conserve jusqu'à sa mort. Pecht publie aussi dans divers quotidiens comme la Süddeutsche Presse (Munich), Neue Presse (Vienne), Tägliche Rundschau (Berlin) sur toutes sortes de sujets liés à l'art, un total de plus de 1500 articles. Pecht est un représentant de la tendance conservatrice mais, à partir de 1870/71, et avec la guerre franco-allemande de 1870, ses articles deviennent un témoignage de a prise de conscience nationale allemande.

Schiller-Galerie (exemples)
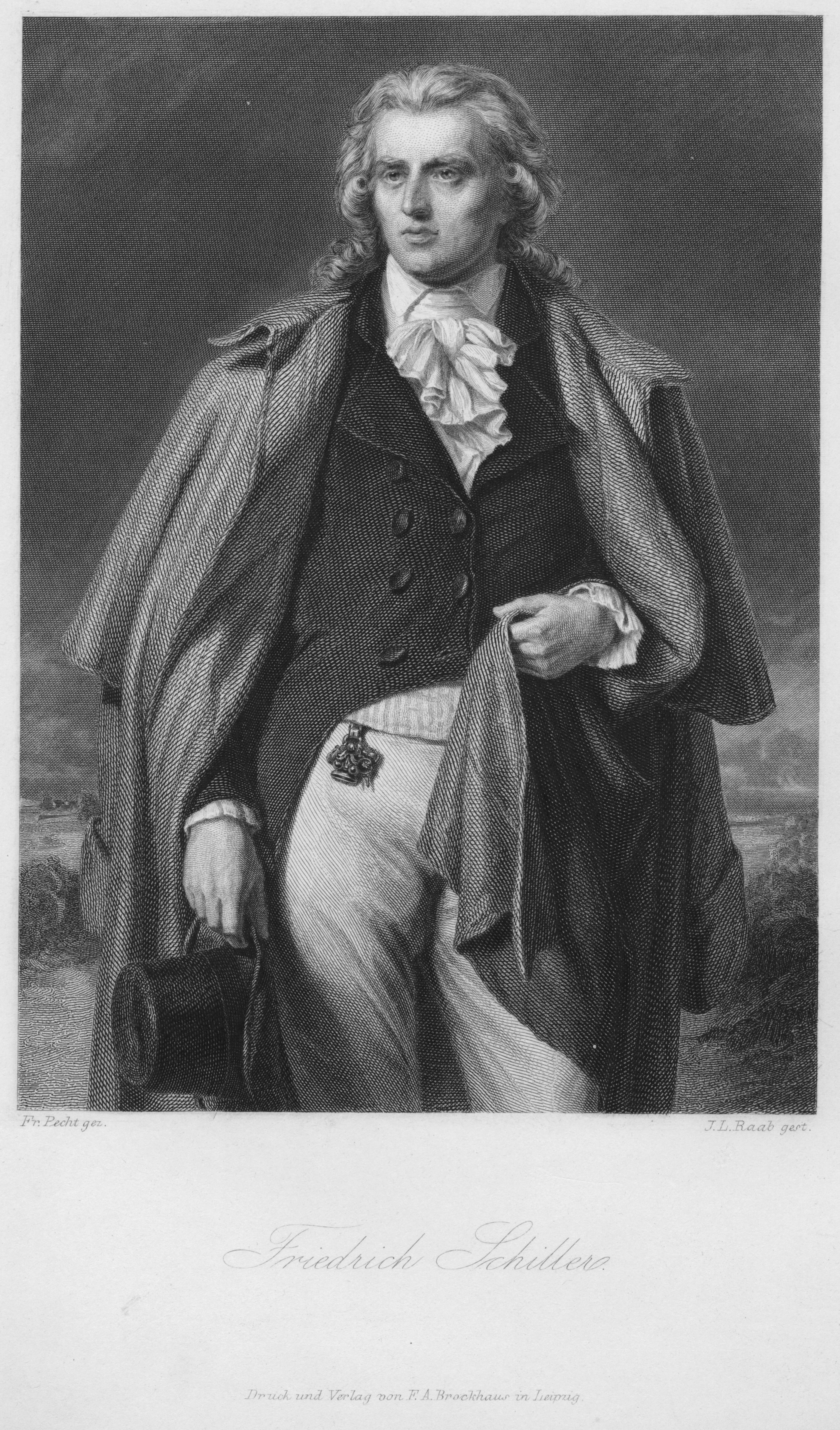
Schiller lui-même
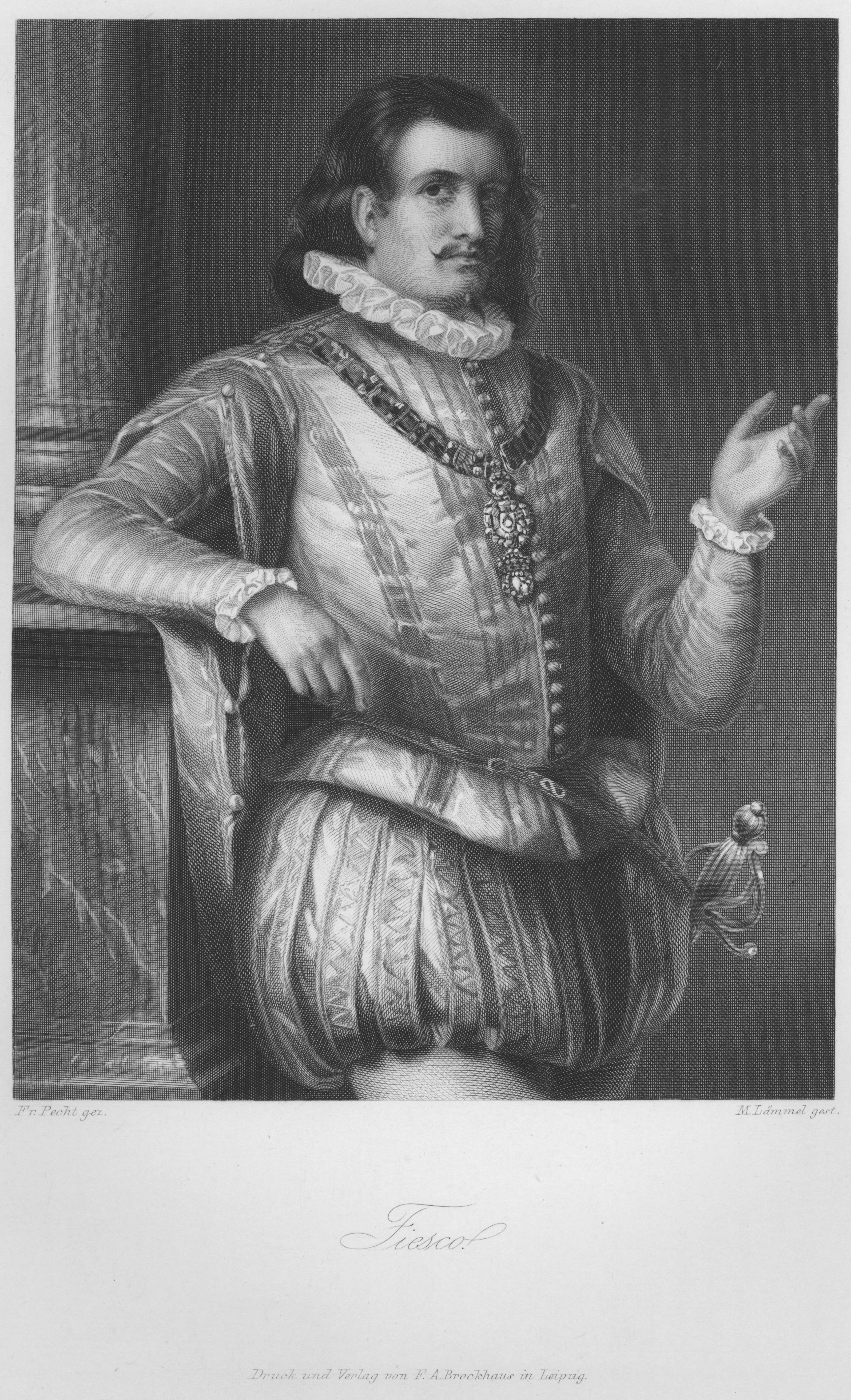
Gian Luigi Fieschi
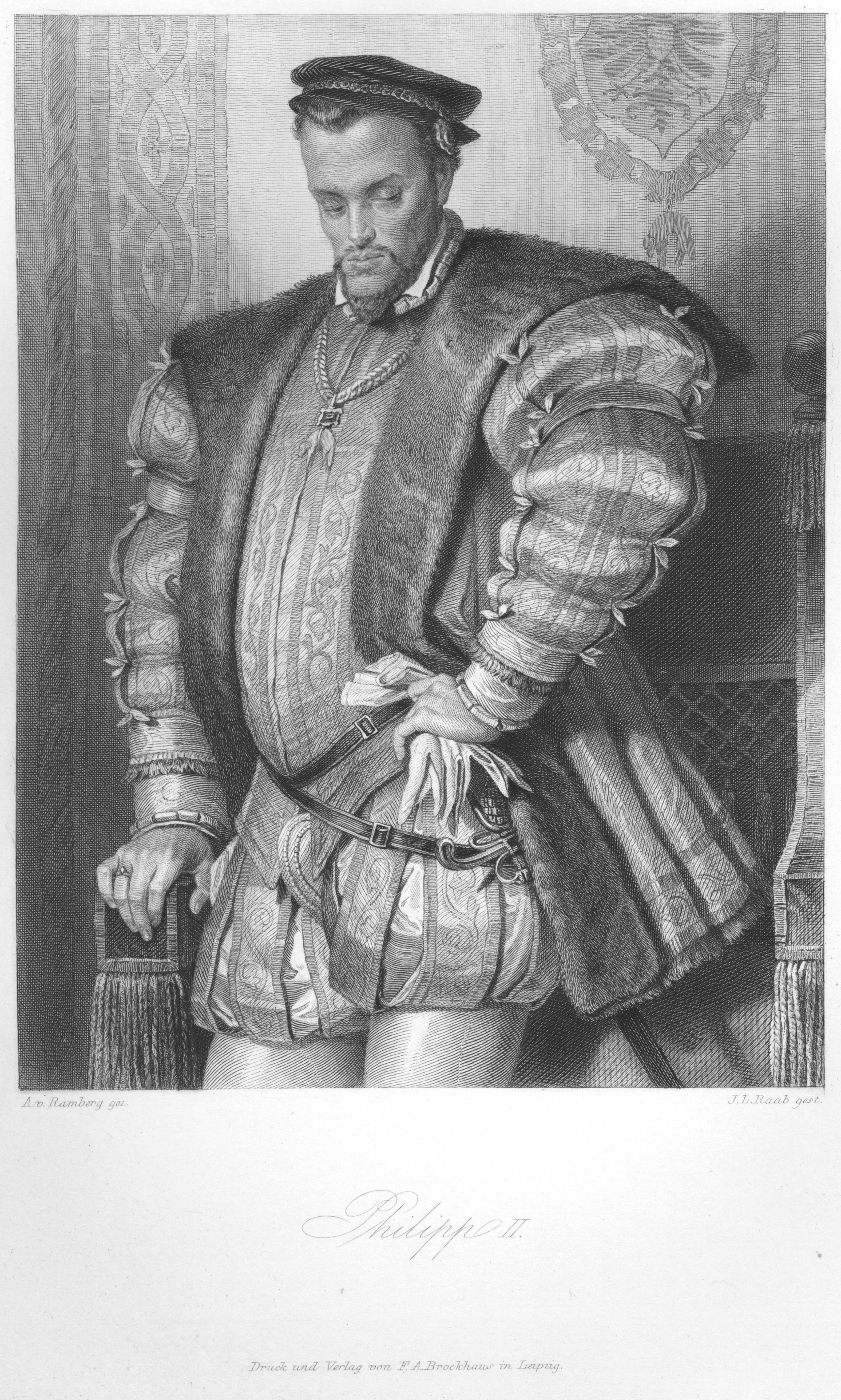
Don Carlos
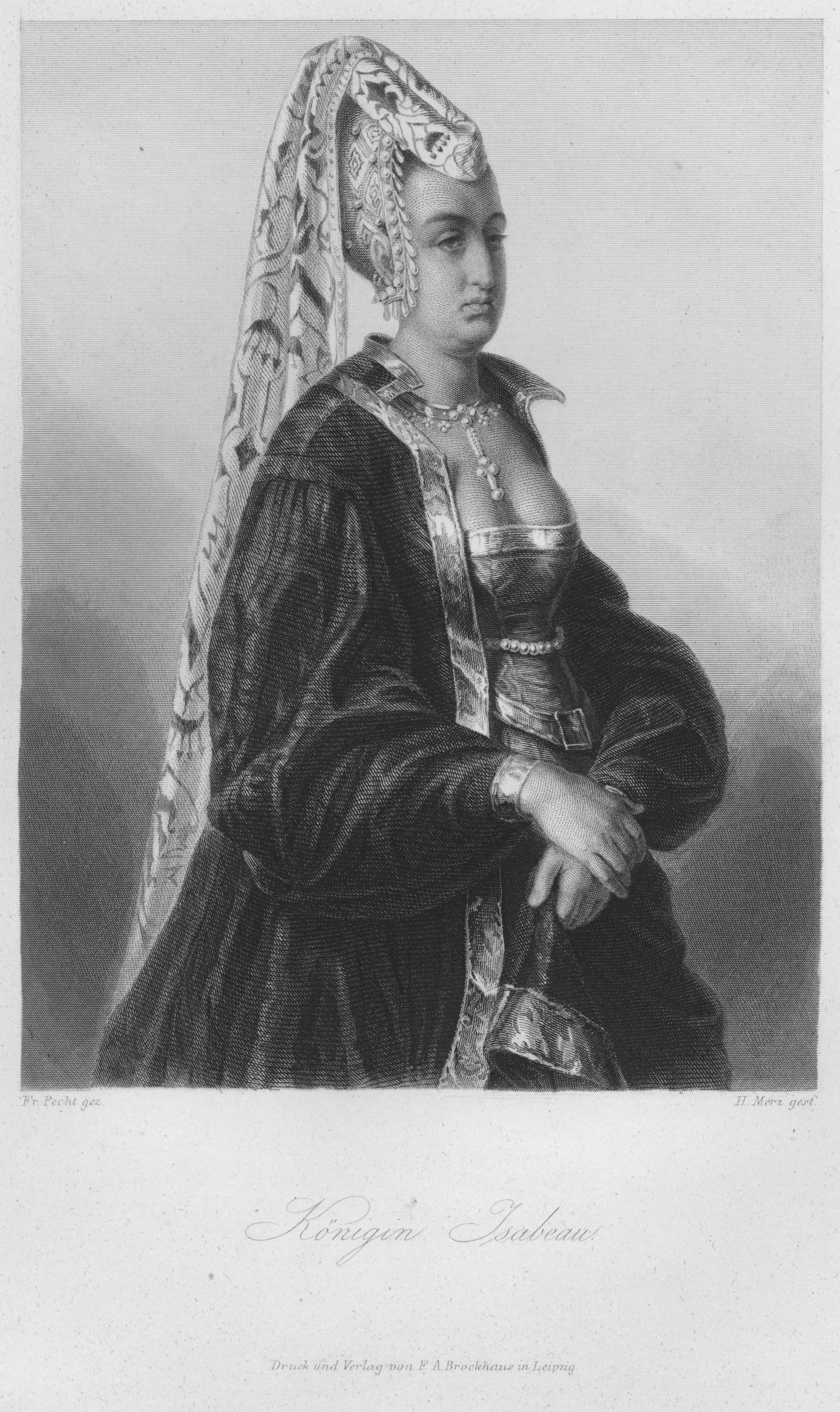
Reine Isabeau dans La Pucelle d'Orléans

## Œuvre
- Schiller-Galerie : Charaktere aus Schillers Werken. Gezeichnet von Friedrich Pecht und Arthur von Ramberg. Cinquante feuilles en gravure sur acier avec textes explicatifs de Friedrich Pecht[1]..
- Goethe-Galerie : Charaktere aus Goethes Werken. Gezeichnet von Friedrich Pecht und Arthur von Ramberg .[2]
- Ignaz Heinrich von Wessenberg, dessin paru dans Die Gartenlaube en 1863
- Lessing-Galerie. Charaktere aus Lessings Werken.[3]
- Shakespeare-Galerie. Charaktere und Scenen aus Shakespeareʹs Dramen / mit erläuterndem Texte von Friedrich Pecht. Gezeichnet von Max Adamo, Heinrich Hofmann, Hanns Makart, Friedrich Pecht, Fritz Schwoerer, August und Heinrich Spieß. 36 Blätter in Stahlstich von Georg Goldberg, Alfred Krauße, Tobias Bauer u. a.[4].

## Écrits (sélection)
- Südfrüchte. Skizzen eines Malers. Weber, Leipzig, 1854 (vol 1. Venedig – Rom, vol 2. Neapel – Florenz)
- (Coauteur de Historisch-topographisches-artistisches Reisehandbuch für die Besucher der Lagunenstadt, Triest, Literarisch-Artistische-Abtheilung des Österreichischen Lloyd, 1857, et 1862.
- Sechs Monate in Rom. Leipzig, J. J. Weber, 1859
- Kunst und Kunstindustrie auf der Wiener Weltausstellung 1873. Cotta, Stuttgart 1873.
- Kunst und Kunstindustrie auf der Pariser Weltausstellung 1878. Cotta, Stuttgart 1878.
- Deutsche Künstler des 19. Jahrhunderts. Studien und Erinnerungen. Beck, Nördlingen 1877–84 (4 volumes).
- Geschichte der Münchener Kunst im 19. Jahrhundert. Verlagsanstalt für Kunst und Wissenschaft, München 1888 (lire en ligne).
- Aus meiner Zeit. Lebenserinnerungen. Verlagsanstalt für Kunst und Wissenschaft, München 1894.
- Franz Winterhalter. Dans: Badische Biographien. Heidelberg 1875, p. 510–517 (lire en ligne).